# Ivo Kolin
Ivo Kolin (*23. IX. 1924. Zagreb - †20. I. 2007. Zagreb) bio je hrvatski ekonomist, inženjer brodogradnje, termodinamičar i izumitelj.
Završio je 1944. Pomorsko-trgovačku akademiju u Dubrovniku, diplomirao u Zagrebu 1949. na Ekonomskom fakultetu i 1955. na Brodograđevnom odsjeku Tehničkoga fakulteta. Doktorirao je 1972. disertacijom "Optimalna realizacija teoretskog Stirlingovog procesa" na Tehnološkom fakultetu u Zagrebu, a 1977. disertacijom "Degresija veličina nuklearnih elektrana" i na Ekonomskome fakultetu u Sarajevu. Bio je zaposlen kao konstruktor u poduzeću Ventilator u Zagrebu (1956.–58.). Na Rudarskom odjelu Tehnološkog fakulteta (Rudarsko-geološko-naftni fakultet) u Zagrebu radio je od 1958., kao redoviti profesor od 1973. do umirovljenja 1994., a predavao je kolegije Strojarstvo, Termodinamika i Opće strojarstvo. Na kemijsko-tehnološkom odjelu istog fakulteta predavao je kolegije Kemijsko inženjerstvo i Termodinamika (1963.−81.) te na Biotehnološkom odjelu kolegije Energetika i Tehnička termodinamika (1963.−79.). Bio je gostujući profesor na mnogim sveučilištima, među ostalima na rimskome sveučilištu La Sapienza 1987.–2001. Sveučilište u Zagrebu dodijelilo mu je 1998. godine počasno zvanje professor emeritus.
Nakon godina eksperimentiranja, Ivo Kolin je 1983. godine demonstrirao prvi Stirlingov motor koji je radio na maloj razlici temperature (Low Temperature Difference - LTD) od svega 15 °C što je u to doba bio zapanjujući uspjeh. To je bilo prvi put u povijesti klipnih motora da je toplina pretvorena u koristan mehanički rad na temperaturi nižoj od 100 °C, što je u to vrijeme bilo veliko postignuće. Njegov motor je kasnije značajno unaprijedio američki inženjer James Senft. Senft je napravio motor koji je radio na temperaturnoj razlici od svega 0,5 °C. Takav motor može raditi na toplini ljudskog dlana, što mu otvara mogućnost raznih primjena.
Sudjelovao je na mnogobrojnim domaćim i međunarodnim skupovima, te radove objavljivao u zbornicima i časopisima. Autor je nekoliko knjiga. Osmislio je i izradio 52 modela toplinskih strojeva uz pomoć kojih je predstavljen povijesni razvoj toplinskih strojeva kao stalni postav u Tehničkom muzeju u Zagrebu, o kojem je snimljen dokumentarni film "Pokretna moć vatre".  

## Međunarodna konferencija o Stirling motorima
23. rujna 2007. godine u Tokiju je održana 13. međunarodna konferencija o Stirling motorima (ISEC). Na otvaranju konferencije održana je komemoracija professoru emeritusu Ivi Kolinu, koji je preminuo početkom godine. Komemoraciju je organiziralo Međunarodno vijeće za Stirling motore i njen predsjednik, prof. Vincenzo Naso sa Sveučilišta La Sapienza u Rimu.
 
Prof. Kolin je u području Stirling motora bio poznat po svom izumu niskotemperaturnog motora s diskontinuiranim gibanjem, kojeg je prvi puta prikazao na Rudarsko-geološko-naftnom fakultetu u Zagrebu, prije točno 25 godina. Komemoraciju je svojim prisustvom uveličao hrvatski veleposlanik u Japanu, Drago Štambuk, a o zaslugama prof. Kolina govorili su prof. emeritus N. Isshiki i prof. dr. Nob Kagawa. Prigodom otvaranja ISEC-a predstavljena je i nova knjiga prof. Kolina "Energy & GNP".

## Vanjske poveznice
- Transformacija energije  Arhivirana inačica izvorne stranice od 4. studenoga 2016. (Wayback Machine), Tehnički muzej

- W. SERVIS, V. MEDICA, A. KORBAR: Novi koncept Stirlingova motora (NKS-motora) s primjenom izravne izmjene toplin, Brodarski institut, Brodogradnja, 59(2008)1, 13-34
- Ivo Kolin Hrvatska tehnička enciklopedija, portal hrvatske tehničke baštine. LZMK

Hrvatski državni arhiv
- Modeli toplinskih strojeva "Kolin", Tehnički Muzej "Nikola Tesla"

http://muzeji.hr/en/collection/details/667/modeli-toplinskih-strojeva-kolin#page=1